# Machala (kanton)
Machala – kanton w Ekwadorze, w prowincji El Oro. Stolicą kantonu jest Machala.